# Ronald Elusma
Ronald Elusma (Petit Rivière, 8 settembre 1993) è un calciatore haitiano, portiere del Don Bosco.

## Carriera
Con la Nazionale Under-20 haitiana ha disputato due incontri del Campionato nordamericano di calcio Under-20 2013.
È stato convocato dalla Nazionale haitiana per disputare CONCACAF Gold Cup 2013 e la CONCACAF Gold Cup 2015, senza tuttavia giocare alcun incontro.

## Statistiche
Statistiche aggiornate all'11 gennaio 2019.

### Cronologia presenze e reti in nazionale

#### Under-20
| Cronologia completa delle presenze e delle reti in nazionale ― Haiti under 20 | Cronologia completa delle presenze e delle reti in nazionale ― Haiti under 20 | Cronologia completa delle presenze e delle reti in nazionale ― Haiti under 20 | Cronologia completa delle presenze e delle reti in nazionale ― Haiti under 20 | Cronologia completa delle presenze e delle reti in nazionale ― Haiti under 20 | Cronologia completa delle presenze e delle reti in nazionale ― Haiti under 20 | Cronologia completa delle presenze e delle reti in nazionale ― Haiti under 20 | Cronologia completa delle presenze e delle reti in nazionale ― Haiti under 20 |
| Data                                                                          | Città                                                                         | In casa                                                                       | Risultato                                                                     | Ospiti                                                                        | Competizione                                                                  | Reti                                                                          | Note                                                                          |
| ----------------------------------------------------------------------------- | ----------------------------------------------------------------------------- | ----------------------------------------------------------------------------- | ----------------------------------------------------------------------------- | ----------------------------------------------------------------------------- | ----------------------------------------------------------------------------- | ----------------------------------------------------------------------------- | ----------------------------------------------------------------------------- |
| 19-2-2013                                                                     | Puebla de Zaragoza                                                            | Haiti under 20                                                                | 1 – 2                                                                         | Stati Uniti under 20                                                          | Gold Cup Under-20 2013 - Gironi                                               | -2                                                                            |                                                                               |
| 21-2-2013                                                                     | Puebla de Zaragoza                                                            | Costa Rica under 20                                                           | 1 – 0                                                                         | Haiti under 20                                                                | Gold Cup Under-20 2013 - Gironi                                               | -1                                                                            | 36’                                                                           |
| Totale                                                                        |                                                                               | Presenze                                                                      | 2                                                                             |                                                                               | Reti                                                                          | -3                                                                            |                                                                               |